# Wilhelm Rahn (Politiker, 1885)
Wilhelm Rahn (* 16. Dezember 1885 in Bütow; † nach 1929) war ein deutscher Politiker (USPD, KPD, SPD, DVP).
Wilhelm Rahn besuchte die Volksschule und arbeitete bis 1914 als Angestellter im Speditions- und Bankgewerbe. 1913 war er Mitbegründer des (freigewerkschaftlichen) allgemeinen Verbands der Bankangestellten in Berlin. 1914-[1937] war er selbständiger Kaufmann (Im- und Export von Heringen) in Danzig.
Im November 1918 war er nach der Novemberrevolution Mitglied des Vollzugsausschusses der Arbeiter und Soldaten-Räte Westpreußens. Im Dezember 1918 war er Delegierter auf dem 1. Rätekongreß in Berlin. 1918 war er Mitglied der USPD, seit Januar 1921 der KPD und seit Juni 1923 der Danziger SPD.
Eine Reichstagskandidatur 1919 im Wahlkreis 2 (Provinz Westpreußen) blieb erfolglos.
1920 war er Vizepräsident der Verfassunggebenden Versammlung der Freien Stadt Danzig und gehörte danach bis 1930 dem Volkstag an. Im 2. Volkstag trat er aus der SPD aus.
Die Ablehnung des Staatshaushaltes 1925 durch den Vizepräsidenten Ernst Ziehm führte zu einer Regierungskrise. Als neuer Senat wurde am 19. August 1925 ein Minderheitssenat aus SPD, Zentrum und der Deutsch-Liberalen Partei gebildet. Diese Regierung wurde durch die Polen und den fraktionslos gewordenen Abgeordneten Wilhelm Rahn toleriert.
Bei der Volkstagswahl 1927 trat er für die Deutsche Volkspartei an und blieb dann bis 1930 Volkstagsabgeordneter.